# Radical Studios
Radical Studios, Radical Comics, Radical Pictures ou Radical Publishing est une entreprise multimédia américains de bandes dessinées, comics, romans graphiques en versions en ligne et papiers, production de films… Il a été créé en 2007 par Barry Levine et Jesse Berger, à Los Angeles, Californie.

## Films produit par Radical Pictures
- 2013 : Oblivion de Joseph Kosinski
- 2014 : Hercules de Brett Ratner
- 2014 : Abattoir de Darren Lynn Bousman (film prévu)[1]
- 2014 : Famous de David Foote (film prévu)[2]